# Nico Pulzetti
Nico Pulzetti (* 13. Februar 1984 in Rimini) ist ein italienischer ehemaliger Fußballspieler.

## Karriere
Pulzetti begann 2003 seine Profikarriere bei der AC Cesena, bei welcher er bereits in der Jugend spielte. Er kam in seiner ersten Profisaison auf drei Einsätze in der Serie C1. 2004 wechselte Pulzetti zum Serie-C2-Klub US Castelnuovo Garfagnana, wo er in seiner ersten Saison fünf Tore in 31 Partien schoss. Das machte den Mittelfeldspieler für die anderen italienischen Profivereine interessant. Letztlich erhielt das in der Serie B spielende Hellas Verona den Zuschlag. Bei diesem Verein wurde er auf Anhieb Stammspieler und bestritt in seinen Jahren, in denen er bei diesem Verein spielte, 78 Spiele (3 Tore). Wegen seiner guten Leistungen wurde Pulzetti im Juli 2007 von der AS Livorno unter Vertrag genommen und konnte sich auch hier gleich als Stammspieler etablieren. Anfang Juli 2010 folgte eine Ausleihe zum AS Bari, den Apuliern wurde zudem eine Kaufoption zugesichert.